# کرستن کلوزه
کرستن کلوزه (انگلیسی: Kirsten Klose؛ زادهٔ ۲۱ ژانویهٔ ۱۹۷۷) ورزشکار دو و میدانی اهل آلمان است.
وی همچنین برندهٔ جوایزی همچون برگ بوی نقره‌ای شده‌است.